# Radek Duda
Radek Duda (* 28. ledna 1979 Chodov) je bývalý český profesionální hokejista. Po odchodu z Chomutova hostoval v Plzni. Zde mu však smlouva po sezoně 2011–2012 skončila a Duda se domluvil na angažmá v Ženevě, kam odešel hostovat. Kvůli přetlaku cizinců v týmu byla hráči předčasně ukončena smlouva a ten se vrátil zpět do Chomutova. Radek dělal v týmu HC Energie Karlovy Vary v sezóně 2014/2015 a na začátku sezóny 2015/2016 kapitána, ale po několika prohřešcích byl nejdříve zbaven kapitánského céčka a poté vyměněn do Litvínova. V sezoně 2016/2017 se stal členem týmu německého Freiburgu. Od února 2020 působil v rakouském EHC Lustenau. V sezóně 2021/2022 se vrátil zpátky do prvoligového klubu HC Benátky nad Jizerou, během sezóny přestoupil do Dukly Trenčín hrající slovenskou extraligu a v březnu oznámil konec profesionální kariéry.

## Prohřešky Radka Dudy
V play-off v roce 2002 poznamenal o Aloisi Hadamczikovi, že je "šišlavý Polák". Od té doby si pod tímto trenérem nikdy nezahrál v národním týmu.
V roce 2002 po výměně z HC Keramika Plzeň do HC Slavia Praha obvinil kapitána Plzně Josefa Řezníčka, že prodává zápasy. Josef Řezníček zase obvinil Radka Dudu, že dopuje.
Na konci ledna 2003 byl vyloučen do konce zápasu, po vyloučení šel do šatny soupeře, kde dal pěstí Martinu Čakajíkovi. Duda toto popíral, ale usvědčil ho videozáznam.
Na konci roku 2005 po zápase se Vsetínem údajně uhodil šestnáctiletého fanouška domácích, který byl podle slov Radka opilý a chtěl ničit autobus.
Při letní přípravě v týmu Českých Budějovic vytáhl a několikrát udeřil řidiče kamiónu, který hráče úmyslně vybržďoval při přípravě na kole.
Při angažmá v Českých Budějovicích měl při tréninku potyčku s Milanem Gulašem.
Při utkání HC Škoda Plzeň a HC Slavia Praha dal facku při podávání rukou Vladimíru Růžičkovi. Poté poznamenal, že byla výchovná, jelikož to táta neudělal.
Při utkání Karlových Varů s Zlínem udeřil hlavičkou Oldřicha Kotvana. Kromě trestu do konce utkání dostal i trest na několik zápasů.
Při přípravném utkání HC Energie Karlovy Vary a HC Slavia Praha se popral na trestné lavici.

## Problémy se zákonem
Radek Duda byl v roce 2012 odsouzen za napadení důchodce na přechodu pro chodce k trestu tříměsíčního odnětí svobody s podmíněným odkladem na jeden rok. Duda tvrdí, že důchodce pouze štípnul do tváře.
Duda měl už dříve dva podobné incidenty, ve Vsetíně a v Českých Budějovicích. Za ty dostal pokutu za přestupek.

## Hráčská kariéra
- 1994-95 HC Baník Sokolov
- 1995-96 HC Baník Sokolov
- 1996-97 HC Sparta Praha, HC Baník Sokolov
- 1997-98 HC Sparta Praha
- 1998-99 Regina Pats (WHL)
- 1999-00 Lethbridge Hurricanes (WHL)
- 2000-01 HC Sparta Praha, HC Plzeň, Kapfenberg EC (Rakousko)
- 2001-02 HC Plzeň
- 2002-03 HC Plzeň, HC Slavia Praha
- 2003-04 Ak Bars Kazaň (Rusko)
- 2004-05 HC Slavia Praha, HC Plzeň
- 2005-06 HC Slavia Praha
- 2006-07 Malmö Redhawks (Švédsko), Tampereen Ilves (Finsko)
- 2007-08 HC Slavia Praha, SC Langau, EHC Basel (Švýcarsko)
- 2008-09 HC České Budějovice
- 2009-10 KLH Chomutov (1. liga)
- 2010-11 KLH Chomutov (1. liga), HC Plzeň 1929
- 2011–2012 HC Plzeň 1929
- 2012-13 Piráti Chomutov, Bílí Tygři Liberec
- 2013-14 HC Škoda Plzeň
- 2014-15 HC Energie Karlovy Vary
- 2015-16 HC Energie Karlovy Vary, HC Baník Sokolov, HC Verva Litvínov
- 2016–2017 EHC Freiburg (Německo)
- 2017/18 HC Benátky nad Jizerou
- 2018/19 HC Benátky nad Jizerou, Piráti Chomutov
- 2019/20 HC Benátky nad Jizerou, EHC Lustenau (AUT)
- 2020/21 Nehrál
- 2021/22 HC Benátky nad Jizerou, HK Dukla Trenčín (SVK)

## Reprezentace
| Rok                       | Tým                       | Soutěž                    | Z  | G | A | B | TM |
| ------------------------- | ------------------------- | ------------------------- | -- | - | - | - | -- |
| 1997                      | Česko 18                  | MEJ                       | 6  | 1 | 2 | 3 | 6  |
| 1998                      | Česko 20                  | MSJ                       | 7  | 1 | 0 | 1 | 14 |
| 2003                      | Česko                     | MS                        | 8  | 1 | 4 | 5 | 22 |
| Juniorská kariéra celkově | Juniorská kariéra celkově | Juniorská kariéra celkově | 13 | 2 | 2 | 4 | 20 |